# Evangelische Dreifaltigkeitskirche (Dörzbach)

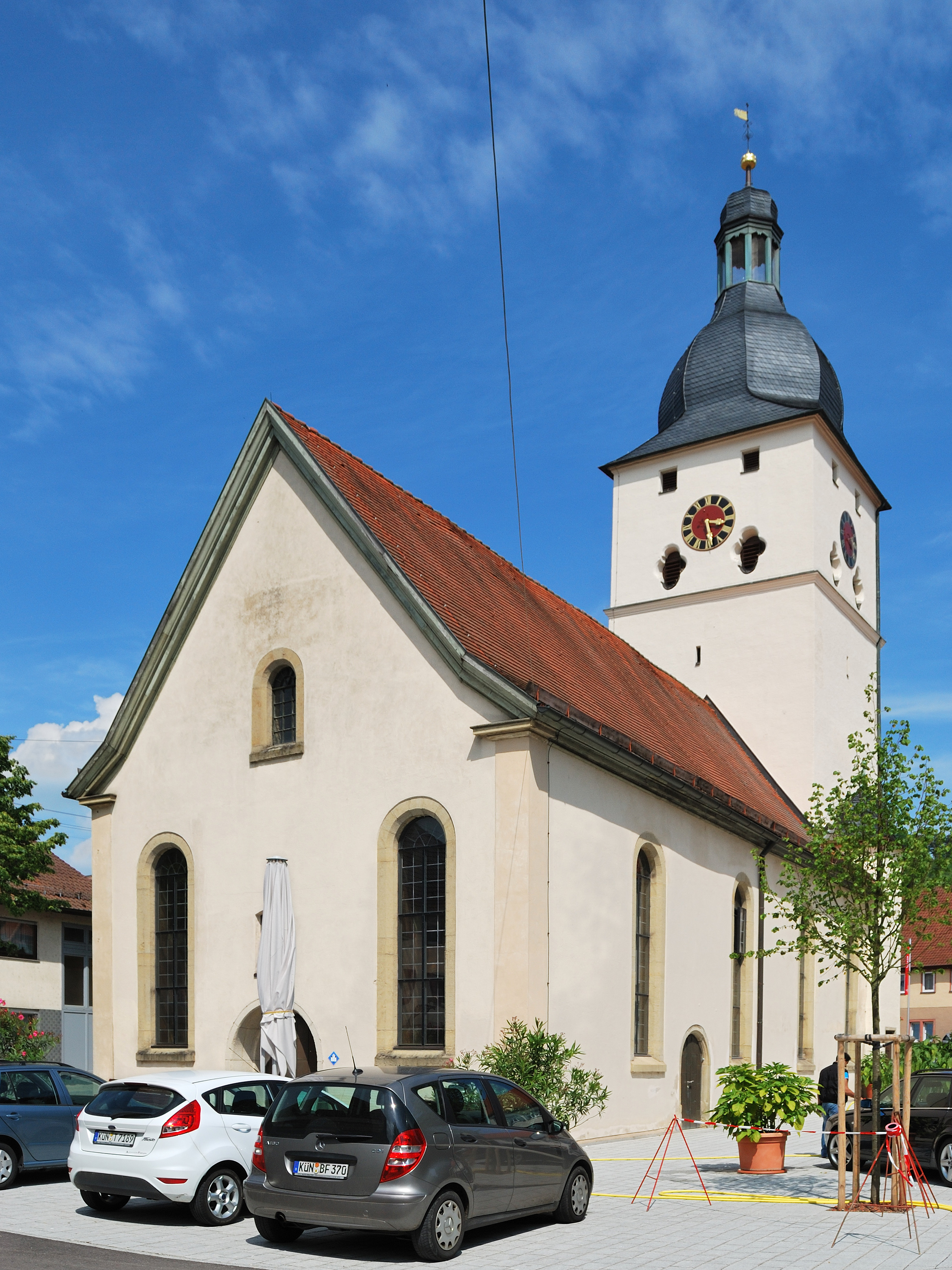
Dreifaltigkeitskirche in Dörzbach

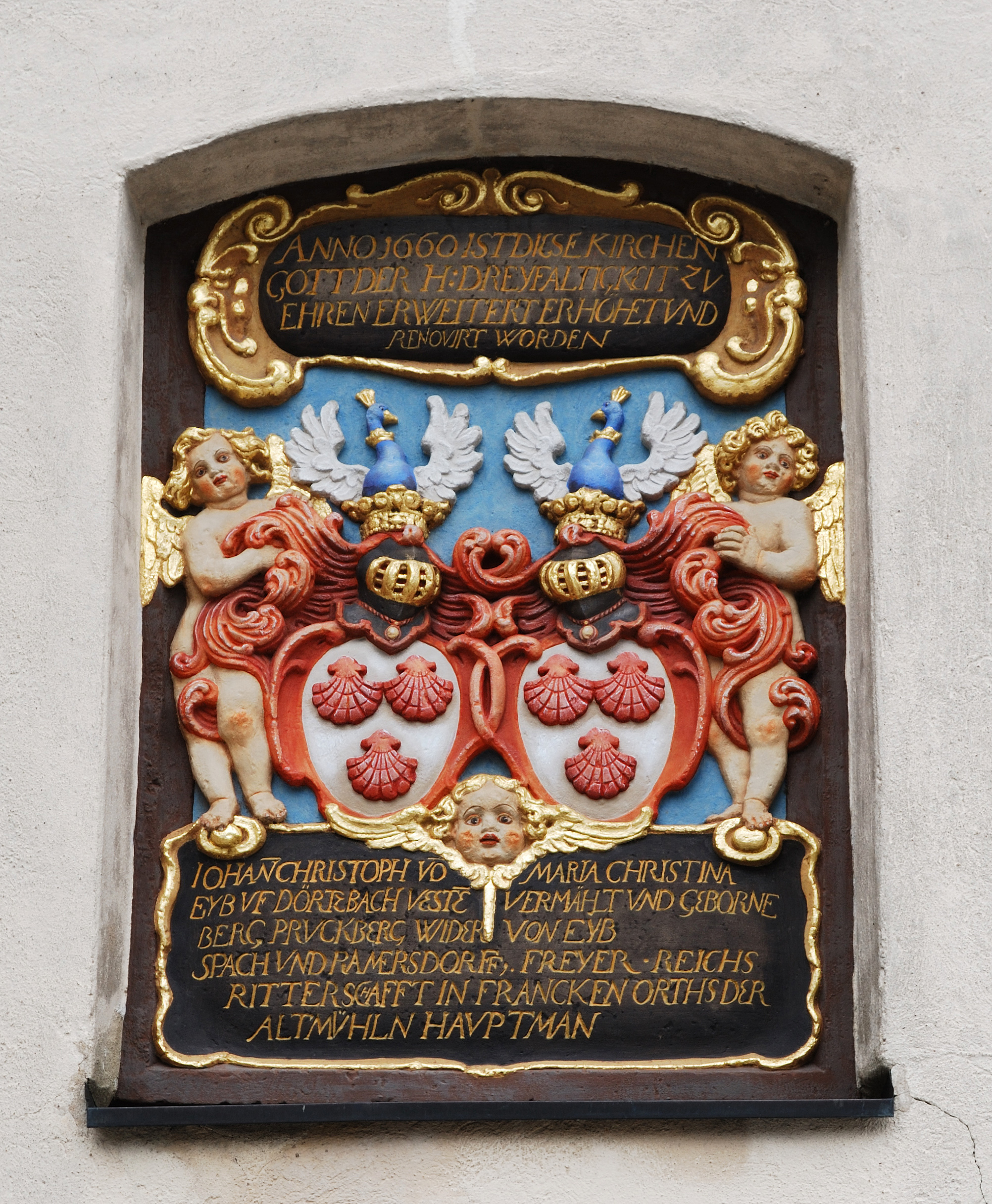
Stiftungstafel

Die Evangelische Dreifaltigkeitskirche in Dörzbach, einer Gemeinde im Hohenlohekreis im nördlichen Baden-Württemberg, wurde 1660 vollendet. Die Kirchengemeinde gehört zum Kirchenbezirk Künzelsau der Evangelischen Landeskirche in Württemberg.

## Geschichte
Die heutige Kirche wurde an Stelle eines Vorgängerbaus aus dem Anfang des 13. Jahrhunderts errichtet. Der Kirchturm erhielt 1783 seine Höhe.
Über dem schlichten rundbogigen Portal ist eine Stiftungstafel aus dem Jahr 1660 mit dem Wappen der Familie von Eyb angebracht.

## Ausstattung
Erst mit der Renovierung 1978/79 bekam die Kirche im Innern ihr heutiges Aussehen. Der Taufstein und die Kanzel sind aus heimischem Tuffstein. Das Bleiglasfenster im Chor wurde 1934 von Ernst Graeser gestaltet.